# Тарґовисько (Великопольське воєводство)
Тарґовисько (пол. Targowisko) — село в Польщі, у гміні Ліпно Лещинського повіту Великопольського воєводства.
Населення — 208 осіб (2011).
У 1975-1998 роках село належало до Лешненського воєводства.

## Демографія
Демографічна структура станом на 31 березня 2011 року:
|          | Загалом | Допрацездатний вік | Працездатний вік | Постпрацездатний вік |
| -------- | ------- | ------------------ | ---------------- | -------------------- |
| Чоловіки | 109     | 27                 | 76               | 6                    |
| Жінки    | 99      | 24                 | 52               | 23                   |
| Разом    | 208     | 51                 | 128              | 29                   |